# Halsbandsarassari
Halsbandsarassari (Pteroglossus torquatus) är en fågel i familjen tukaner inom ordningen hackspettartade fåglar.

## Utbredning och systematik
Halsbandsarassari delas in i fem underarter i tre grupper med följande utbredning:
- torquatus-gruppen
  - P. t. torquatus – tropiska södra Mexiko till nordvästra Colombia
  - P. t. erythrozonus – Yucatánhalvön till Belize och Petén i nordöstra Guatemala
  - P. t. nuchalis – nordöstra Colombia (Sierra Nevada de Santa Marta) och bergen i norra Venezuela
- P. t. sanguineus – östra Panama och norra Colombia, i söder till nordvästra Ecuador
- P. t. erythropygius – västra Ecuador, senaste fynden gjorda i nordligaste Peru (Tumbes)

Underarterna sanguineus och erythropygius urskiljs ofta båda två som egna arter, strimnäbbad araçssri respektive bleknäbbad arassari. Å andra sidan inkluderar vissa även eldnäbbad araçari (P. frantzii) i halsbandsaraçari.

## Status
IUCN kategoriserar arten som livskraftig.

## Bilder

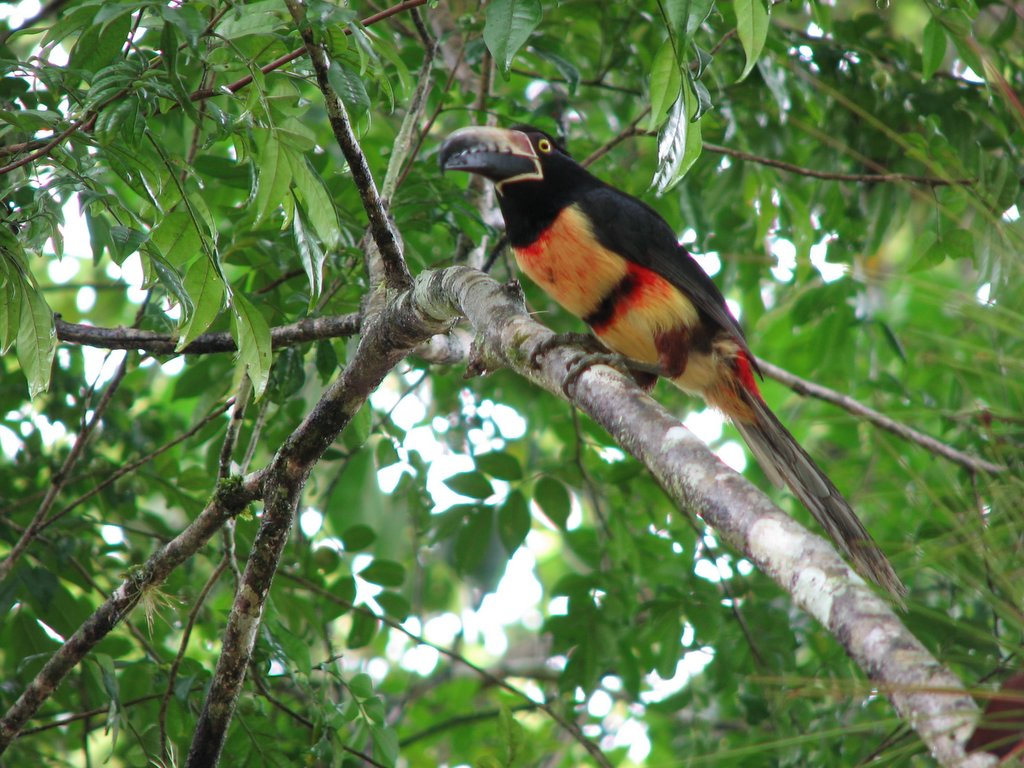
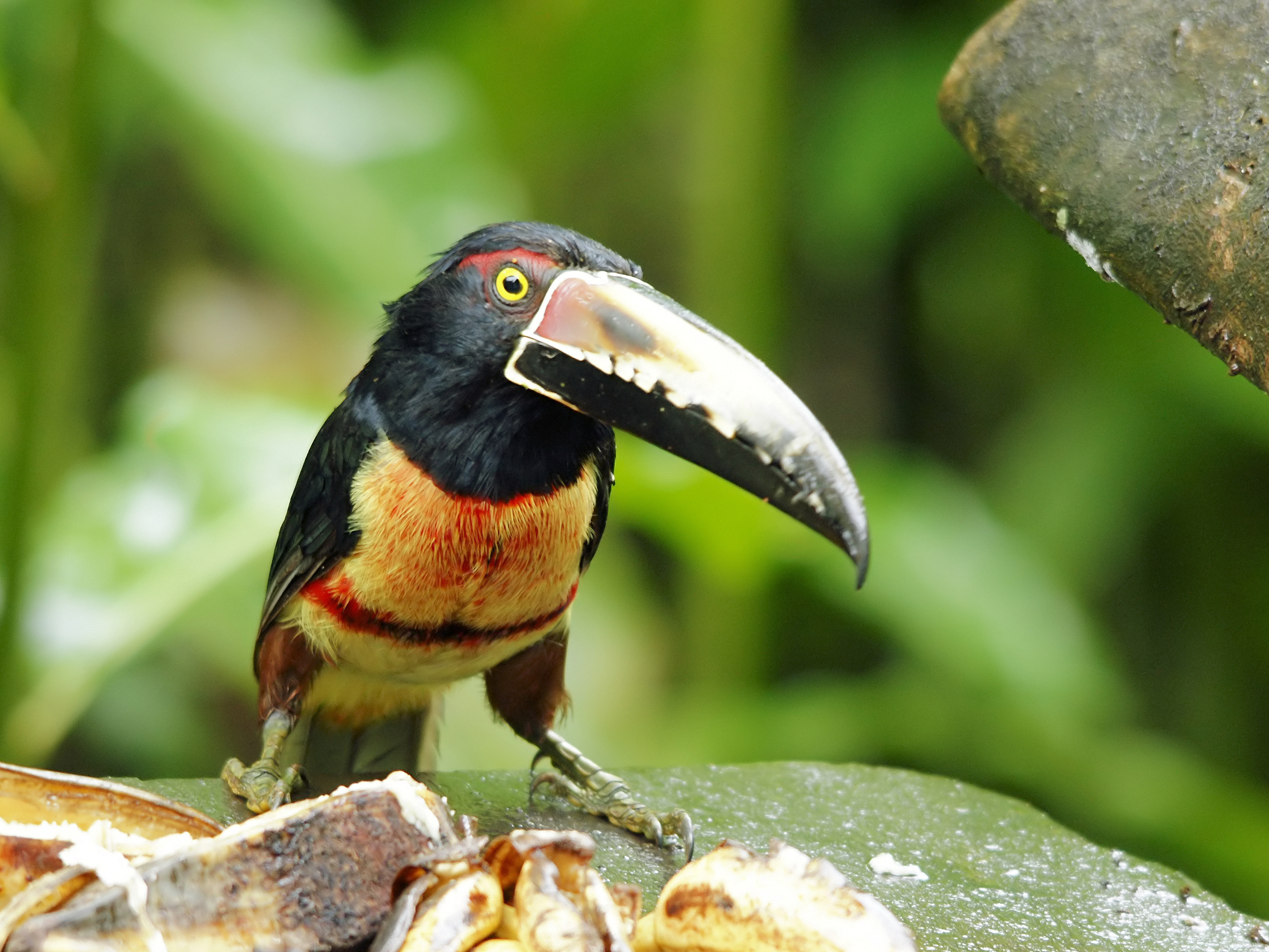
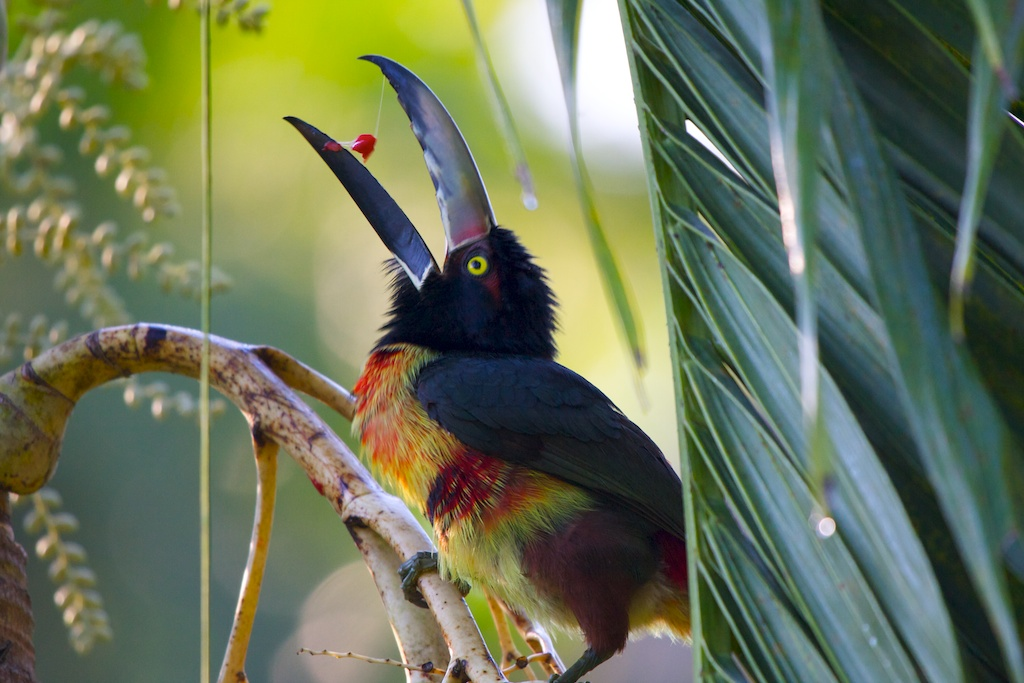
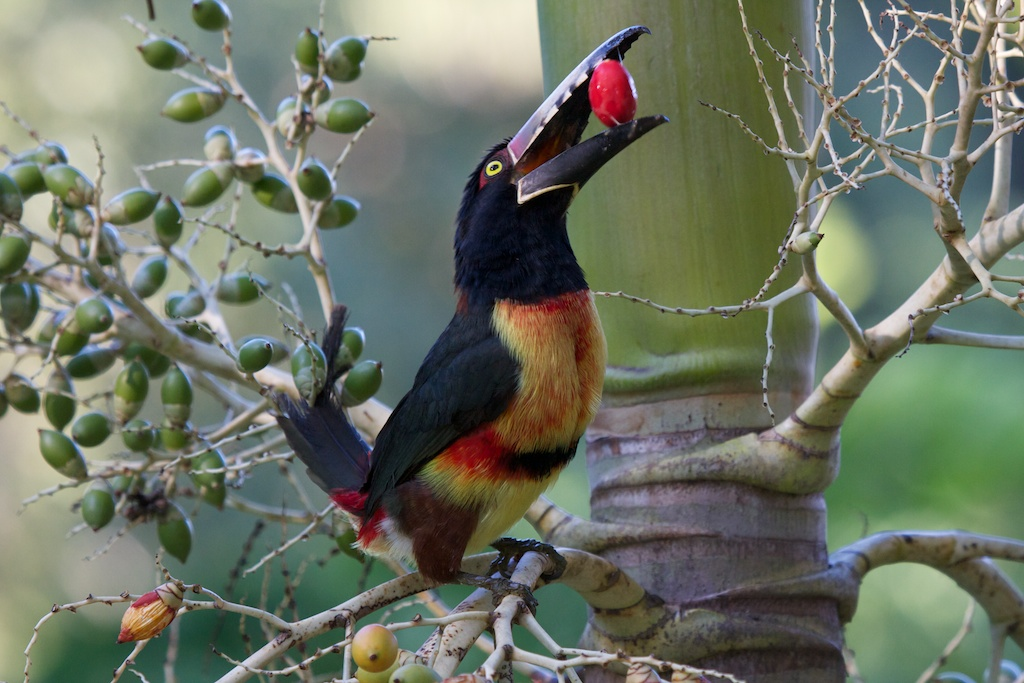
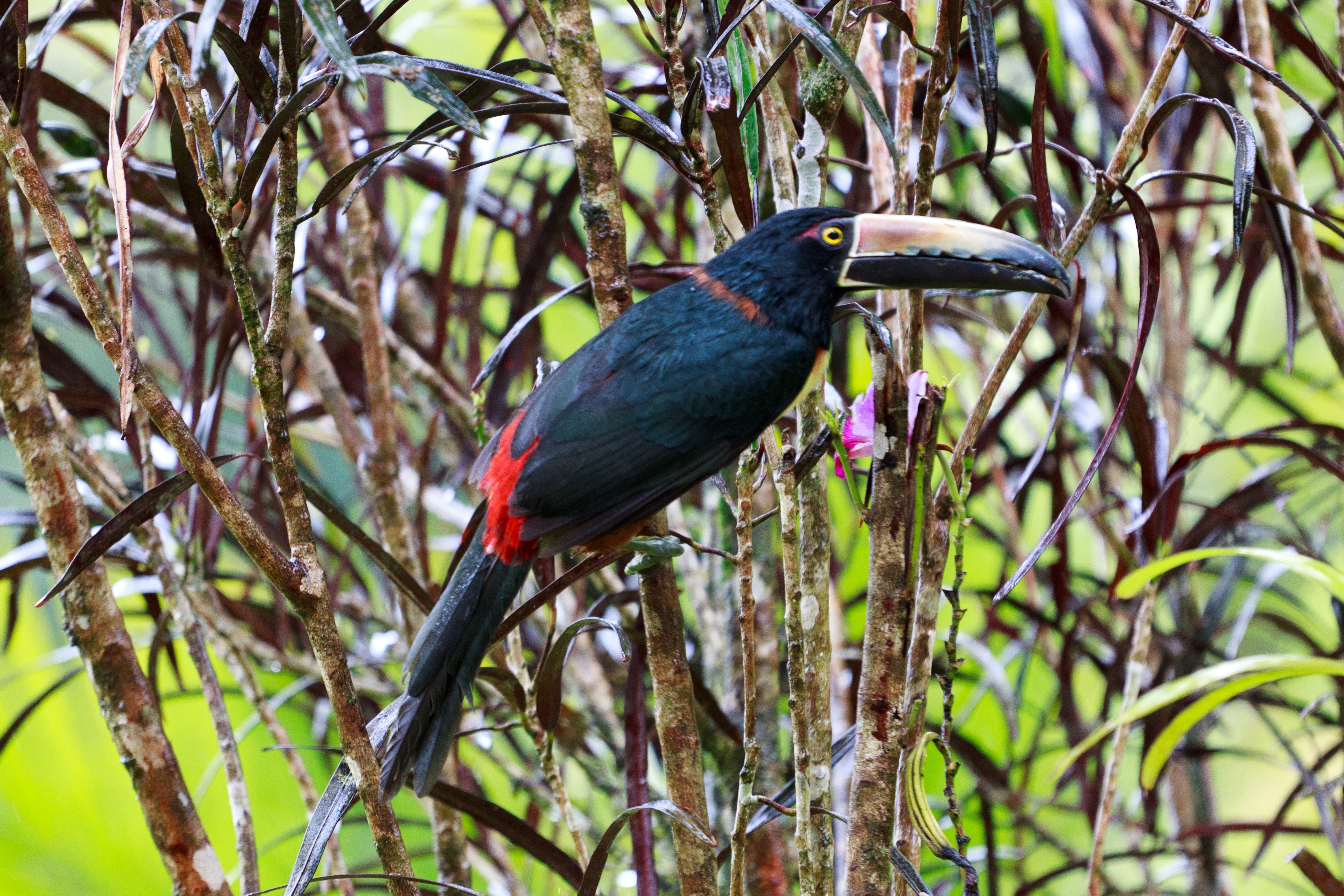
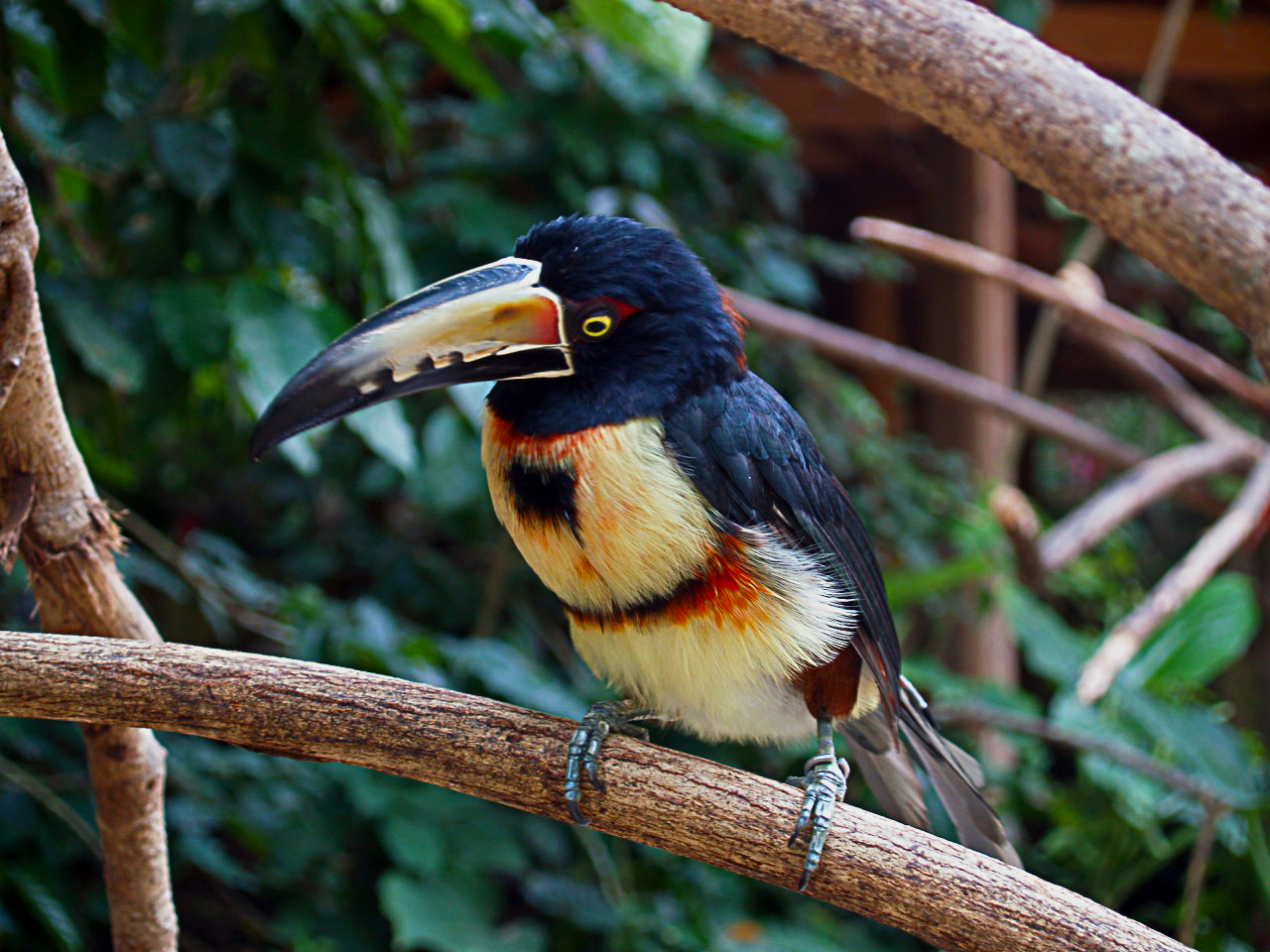
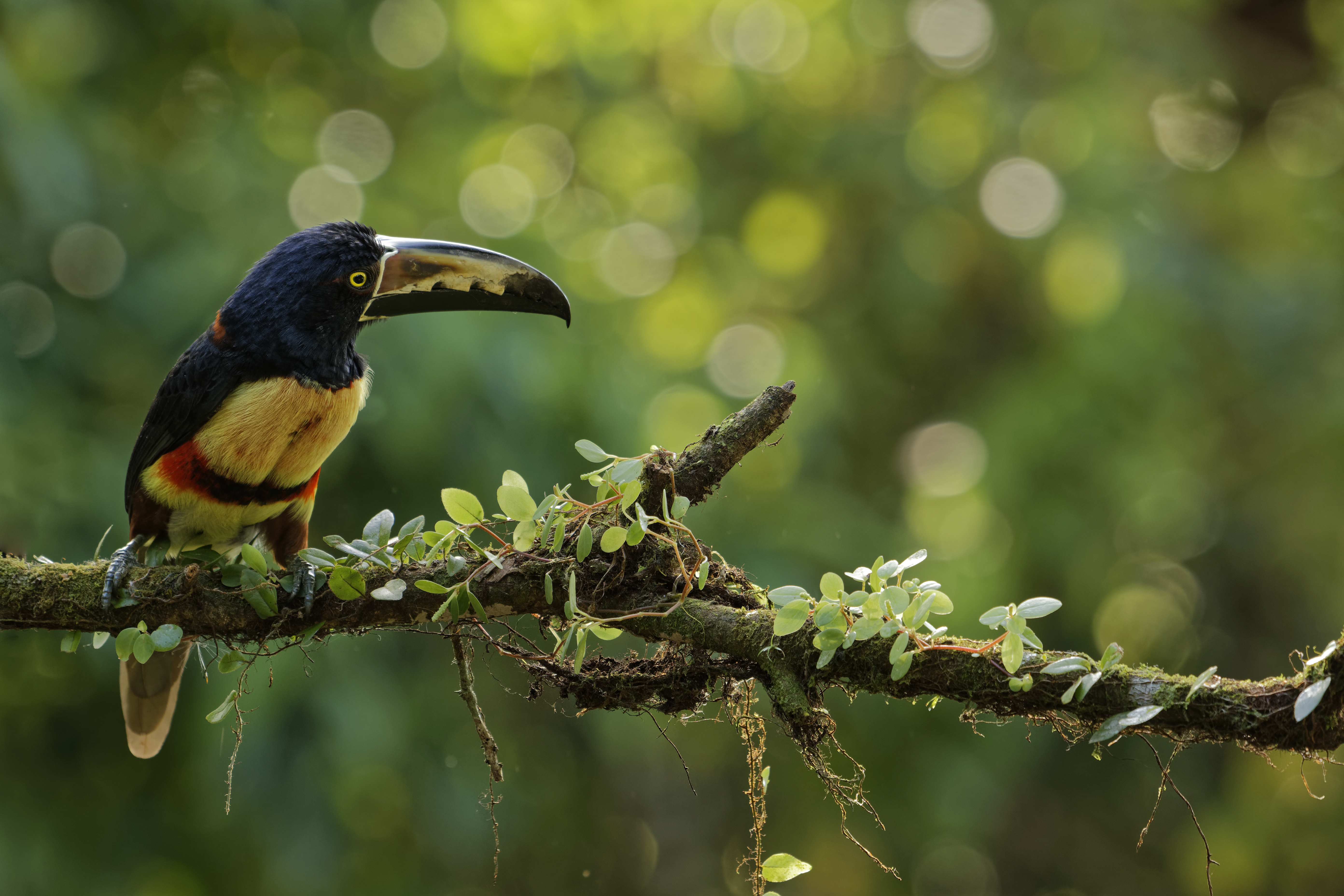